# Джейкобс, Брэд
Брэ́дли Ро́берт (Брэд) Дже́йкобс (англ. Bradley Robert "Brad" Jacobs; род. 11 июня 1985, Су-Сент-Мари, Онтарио) — канадский кёрлингист.
В составе мужской сборной Канады чемпион зимних Олимпийских игр 2014; серебряный призёр чемпионата мира 2013. Чемпион Канады среди мужчин (2013, 2025), обладатель Кубка Канады.
В «классическом» кёрлинге (команда из четырёх человек одного пола) в основном играет на позиции четвёртого. Скип команды.

## Достижения
- Зимние Олимпийские игры: золото (2014).
- Чемпионат мира по кёрлингу среди мужчин: серебро (2013), бронза (2025).
- Чемпионат Канады по кёрлингу среди мужчин: золото (2013, 2025), серебро (2015), бронза (2011, 2016, 2019).
- Канадский олимпийский отбор по кёрлингу: золото (2013), серебро (2021).
- Кубок Канады по кёрлингу: золото (2018), серебро (2014).

## Команды
| Сезон                                               | Четвёртый          | Третий         | Второй           | Первый           | Запасной                                                | Турниры                             |
| --------------------------------------------------- | ------------------ | -------------- | ---------------- | ---------------- | ------------------------------------------------------- | ----------------------------------- |
| 2004—05                                             | Брэд Джейкобс      | Brady Barnett  | Scott Seabrook   | Steve Molodowich | тренер: Pentti Tyynela                                  | ЧКЮ 2005 (4 место)                  |
| 2006—07                                             | Брэд Джейкобс      | Al Harnden     | Dusty Jakomait   | Lee Toner        | Rob Thomas                                              | ЧК 2007 (6 место)                   |
| 2007—08                                             | Eric Harnden       | И Джей Харнден | Райан Харнден    | Калеб Флэкси     | Брэд Джейкобс тренер: Ross Boston                       | ЧК 2008 (8 место)                   |
| 2008—09                                             | Брэд Джейкобс      | И Джей Харнден | Райан Харнден    | Калеб Флэкси     |                                                         |                                     |
| 2009—10                                             | Брэд Джейкобс      | Эрик Харнден   | Райан Харнден    | Калеб Флэкси     | Rob Thomas тренер: Том Коултерман                       | ЧК 2010                             |
| 2010—11                                             | Брэд Джейкобс      | Эрик Харнден   | Райан Харнден    | Scott Seabrook   | Мэтт Дюмонтель тренер: Том Коултерман                   | ЧК 2011 (5 место)                   |
| 2011—12                                             | Брэд Джейкобс      | Эрик Харнден   | Райан Харнден    | Scott Seabrook   | Joe Scharf (ЧК) тренер: Том Коултерман (ЧК)             | КК 2011 (7 место) ЧК 2012 (5 место) |
| 2012—13                                             | Брэд Джейкобс      | Райан Фрай     | Эрик Харнден     | Райан Харнден    | Мэтт Дюмонтель тренер: Том Коултерман                   | ЧК 2013 · ЧМ 2013                   |
| 2013—14                                             | Брэд Джейкобс      | Райан Фрай     | Эрик Харнден     | Райан Харнден    | Калеб Флэкси тренер: Том Коултерман                     | КООК 2013 · ЗОИ 2014                |
| 2014—15                                             | Брэд Джейкобс      | Райан Фрай     | Эрик Харнден     | Райан Харнден    | Eric Harnden (ЧК) тренер: Том Коултерман (ЧК)           | КК 2014 · ЧК 2015                   |
| 2015—16                                             | Брэд Джейкобс      | Райан Фрай     | Эрик Харнден     | Райан Харнден    | Lee Toner (ЧК) тренер: Калеб Флэкси (ЧК)                | КК 2015 (6 место) · ЧК 2016         |
| 2016—17                                             | Брэд Джейкобс      | Райан Фрай     | Эрик Харнден     | Райан Харнден    | Lee Toner (ЧК) тренер: Калеб Флэкси (ЧК)                | КК 2016 (5 место) ЧК 2017 (4 место) |
| 2017—18                                             | Брэд Джейкобс      | Райан Фрай     | И Джей Харнден   | Райан Харнден    | Peter Steski тренер: Калеб Флэкси                       | КООК 2017 (6 место)                 |
| 2017—18                                             | Брэд Джейкобс      | Райан Фрай     | Эрик Харнден     | Райан Харнден    | Tanner Horgan тренер: Калеб Флэкси                      | ЧК 2018 (4 место)                   |
| 2018—19                                             | Брэд Джейкобс      | Марк Кеннеди   | И Джей Харнден   | Райан Харнден    |                                                         | КК 2018                             |
| 2018—19                                             | Брэд Джейкобс      | Райан Фрай     | Эрик Харнден     | Райан Харнден    | Lee Toner тренер: Adam Kingsbury                        | ЧК 2019                             |
| 2019—20                                             | Брэд Джейкобс      | Марк Кеннеди   | И Джей Харнден   | Райан Харнден    | Lee Toner (ЧК) тренер: Рик Лэнг                         | КК 2019 (5 место) ЧК 2020 (4 место) |
| 2020—21                                             | Брэд Джейкобс      | Марк Кеннеди   | И Джей Харнден   | Райан Харнден    | Lee Toner тренер: Рик Лэнг                              | ЧК 2021 (6 место)                   |
| 2021—22                                             | Брэд Джейкобс      | Марк Кеннеди   | И Джей Харнден   | Райан Харнден    | Jordan Chandler (ЧК) тренер: Калеб Флэкси               | КООК 2021 · ЧК 2022 (5 место)       |
| 2023—24                                             | Брэд Джейкобс      | Рид Карразерс  | Derek Samagalski | Colin Hodgson    | тренер: Роб Микин                                       | ЧК 2024 (5 место)                   |
| 2024—25                                             | Брэд Джейкобс      | Марк Кеннеди   | Бретт Галлант    | Бен Хеберт       | Mike Caione (ЧК), Тайлер Тарди (ЧМ) тренер: Пол Уэбстер | ЧК 2025 · ЧМ 2025                   |
| Кёрлинг среди смешанных пар (mixed doubles curling) |                    |                |                  |                  |                                                         |                                     |
| 2022—23                                             | Jennifer Armstrong | Брэд Джейкобс  |                  |                  |                                                         | ЧКСП 2023 (15 место)                |

(скипы выделены полужирным шрифтом)

## Частная жизнь
Брэд начал заниматься кёрлингом в 1996 году в возрасте 11 лет в клубе Soo Curling Association (Су-Сент-Мари) под руководством тренера Тома Коултермана. К занятию кёрлингом его подтолкнуло и то обстоятельство, что кузены Брэда, Райан и Джей Харндены уже занимали позиции первого и второго игрока в Soo Curlers Association и часто приглашали его присоединиться к их общему увлечению.
Занятия себя оправдали — и к 2013 году он вместе со своей неизменной командой стал победителем канадского этапа Мирового тура по кёрлингу, чемпионом Канады среди мужчин 2013 и серебряным призёром чемпионата мира 2013.
Интересно, что несмотря на такие большие успехи, Брэд не является полноценным членом спортивного контингента, а относится к достижениям на данном поприще лишь как к увлечению, хобби. В настоящее время он работает старшим директором по маркетингу в World Financial Group.
Окончил Университет Алгомы.
Женат, двое детей.